# La Nova Esquerra de l'Eixample
la Nova Esquerra de l'Eixample is een buurt in het district Eixample in Barcelona. De buurt vormde oorspronkelijk met L'Antiga Esquerra de l'Eixample de buurt l'Antiga Esquerra de l'Eixample.

## Afbeeldingen
Bouwwerken in de buurt La Nova Esquerra de l'Eixample.

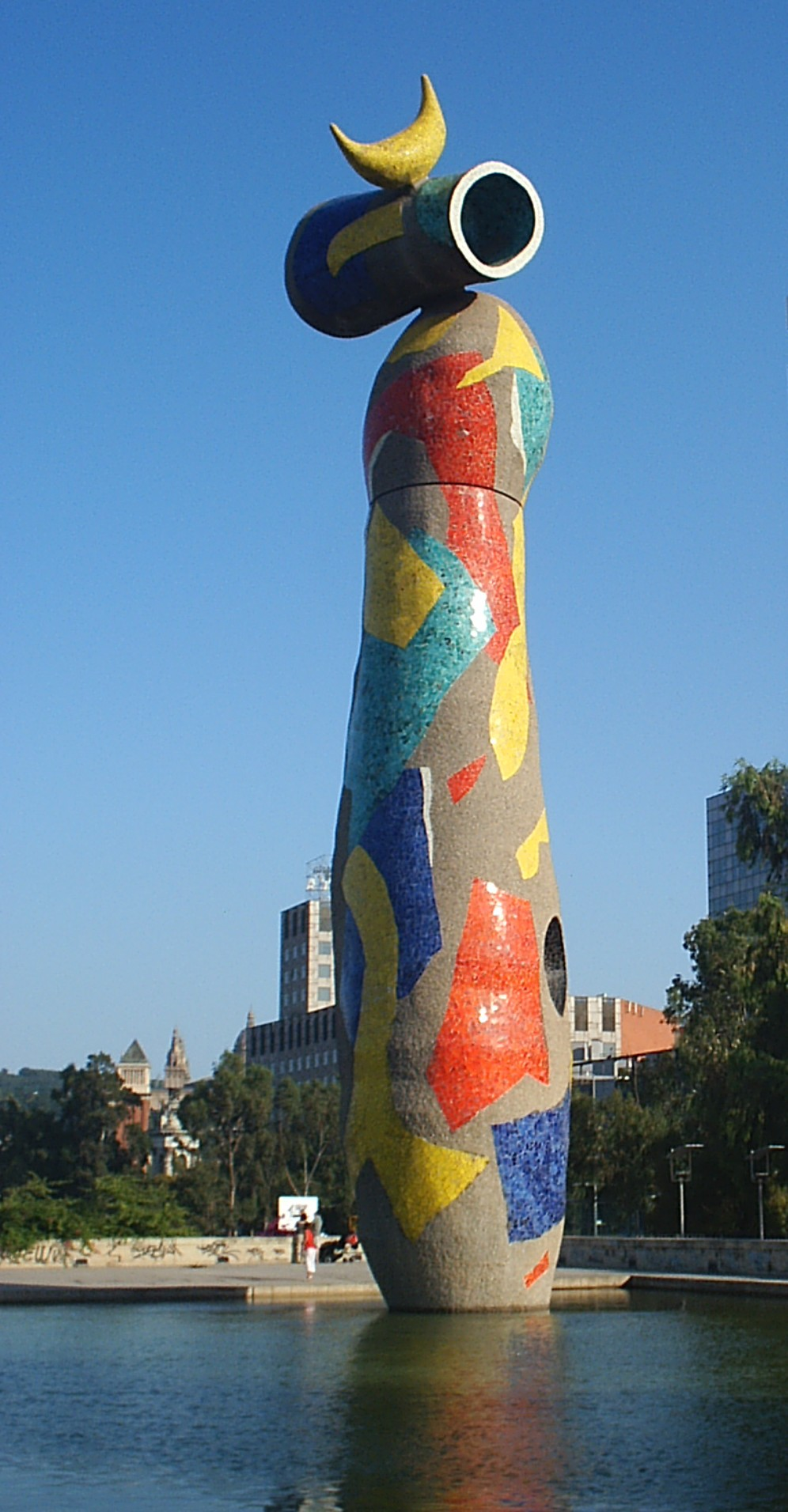
Het sculptuur Dona i Ocell van Parc Joan Miró
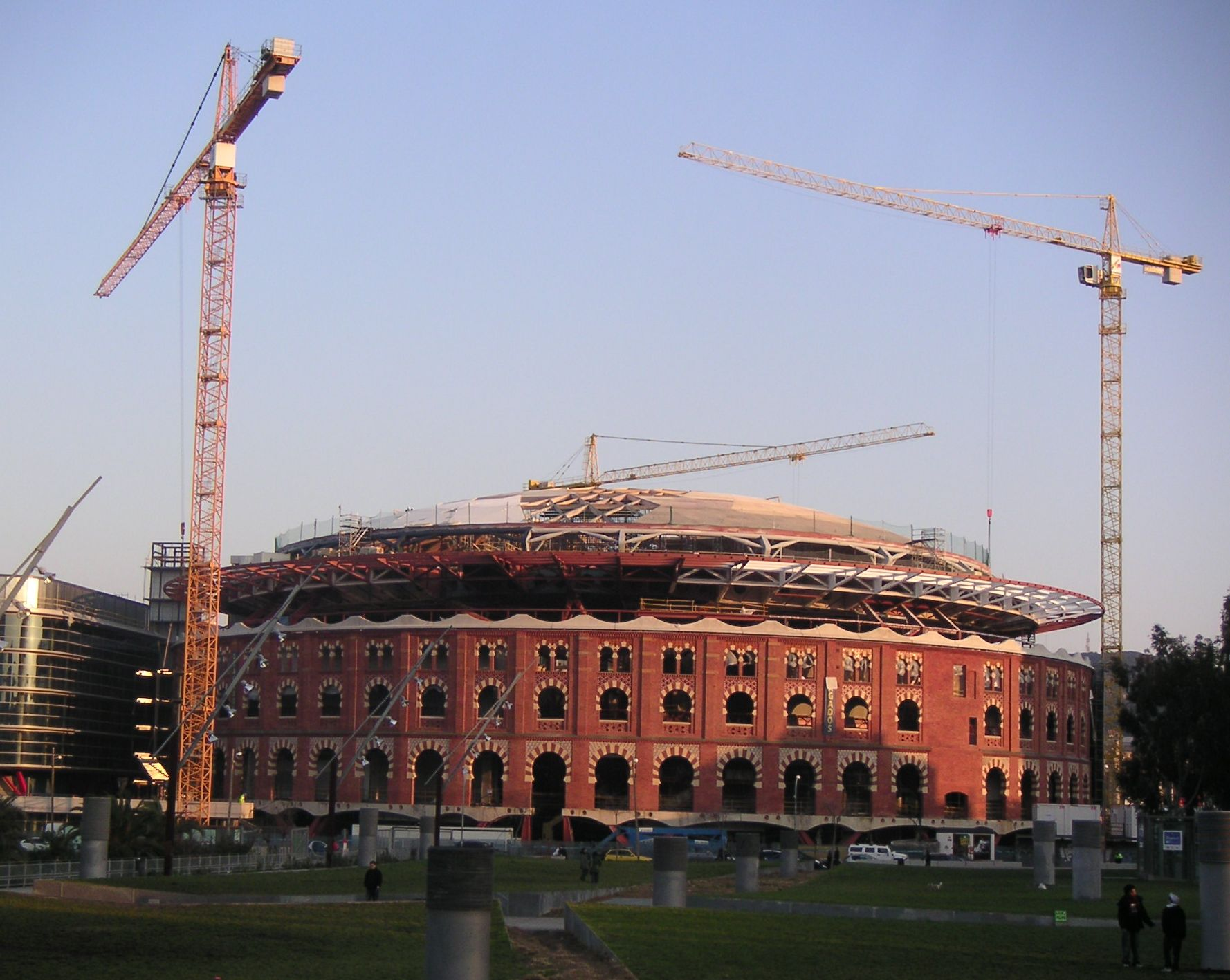
Plaça de toros de les Arenes tijdens de renovatie van 2010
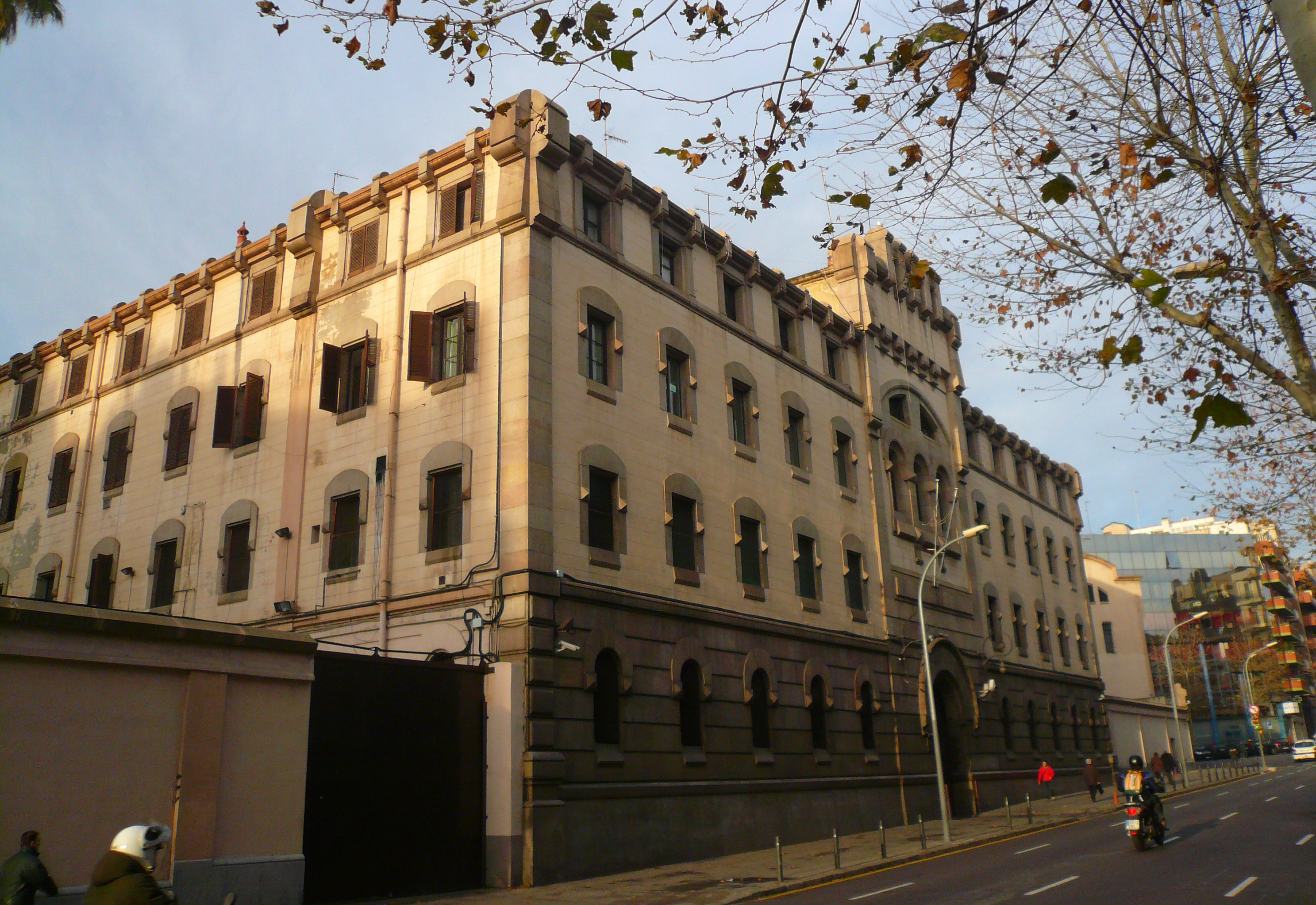
Presó Model
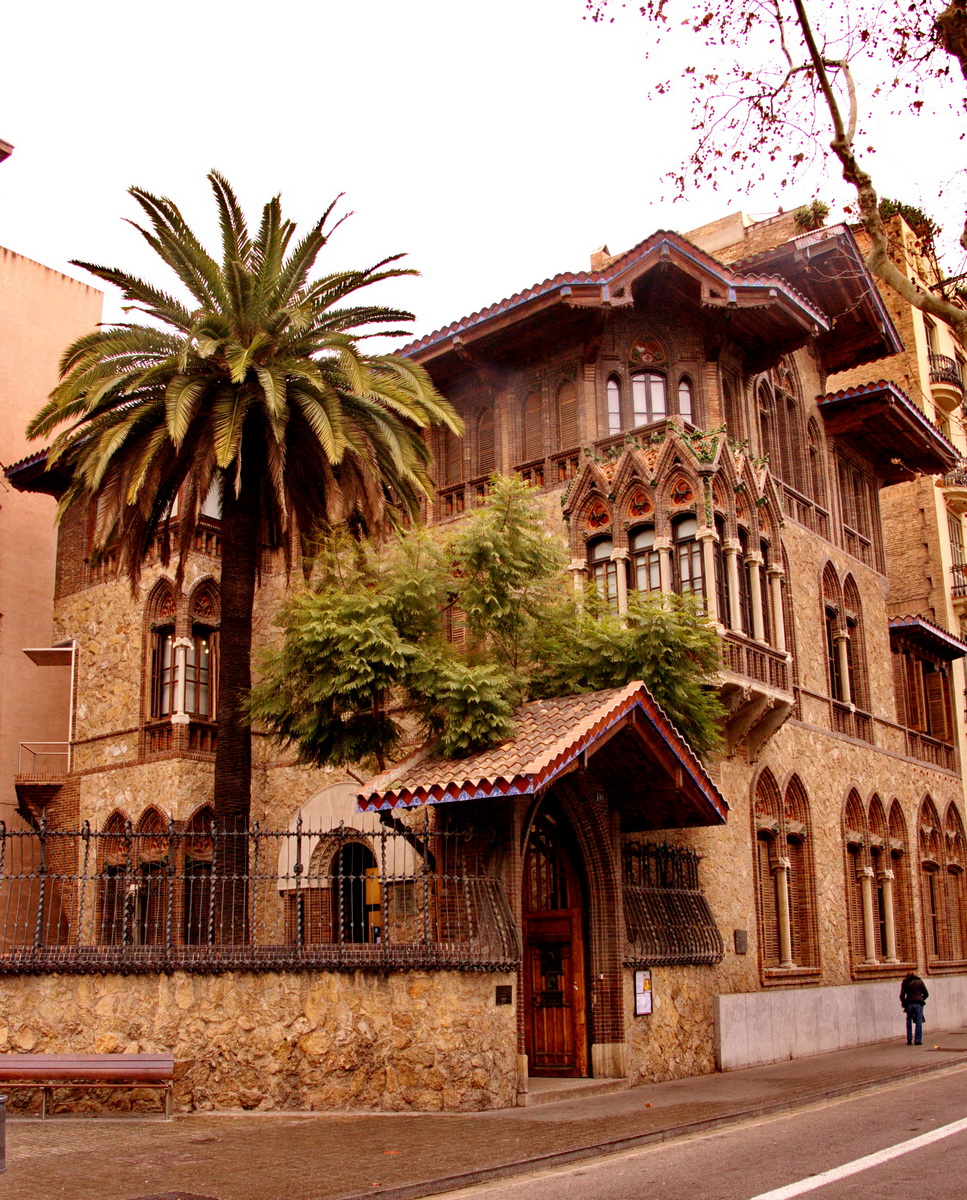
Casa Golferichs